# Biblioteca Pública Pompeu Fabra
La Biblioteca Pública Pompeu Fabra és una biblioteca pública de l'Ajuntament de Mataró amb un conveni amb la Diputació de Barcelona, que es troba a la plaça d'Occitània de Mataró, al Maresme. Destaca per trobar-se en un edifici construït com el primer prototipus mundial d'edifici sostenible.
L'any 1990, Antoni Lloret i Orriols proposa integrar sistemes fotovoltaics en els edificis, connectant-los a la xarxa elèctrica. L'any 1992, obté un contracte Joule amb la Comissió Europea (CE) que li permet de realitzar la Biblioteca Pública Pompeu Fabra de Mataró que, amb les seves característiques multifuncionals (els mòduls fotovoltaics generen energia tèrmica i elèctrica, posseeixen una semitransparència que permet una il·luminació natural i ofereixen un aïllament acústic), esdevé el primer prototipus mundial d'edifici sostenible.